# دينيس ويليام ستيفنسون
دينيس ويليام ستيفنسون (بالإنجليزية: Dennis William Stevenson)‏ (و. 1942  م) هو عالم نبات أمريكي.